# Алакольский артезианский бассейн
Алакольский артезианский бассейн расположен в Алакольской впадине, на границе Абайской и Жетысуской области. Занимает площадь свыше 26 тыс. км².
Подземные воды формируются в неогенно-антропогеновых отложениях. Мощность песчаных, гравийно-галечных водоносных горизонтов, разделенных глинистыми слоями, составляет от 3—15 м (у подножья гор) до 200—300 м (в середине прогиба). В нижних слоях этих отложений (на глубине 100—300 м) собираются высоконапорные артезианские воды. Воды вскрываются скважинами и фонтанируют на высоте до 18 м. Дебиты скважин 20—50 л/с. Минерализация 0,4—0,8 г/л. Запасы свыше 80 млрд м³. Воды используются для орошения земель, обводнения пастбищ и водоснабжения населённых пунктов.